# Inês de Castro (jornalista)
Inês de Castro é uma jornalista, radialista e escritora brasileira. Atuou como colunista e editora de moda e comportamento para diversas revistas. Trabalhando na BandNews FM desde sua fundação, apresenta o programa Humanamente e as colunas Dentro do Espelho e Isso É Coisa da Sua Cabeça.

## Carreira
Atuou como editora de beleza, moda e comportamento nas revistas Claudia, Nova, Máxima, Playboy e Elle. Foi colunista das revistas Vip, Men's Health e Flash. Colaborou, escrevendo artigos para as revistas Marie Claire e os jornais Gazeta Mercantil e Jornal da Tarde. Foi diretora editorial das revistas Corpo a Corpo e Dieta Já.
É autora dos livros Etiqueta da Beleza, A Moda no Trabalho, Como Fazer Seu Chefe Amar Você, O Guia da Cirurgia Plástica, Mamãe Vai Trabalhar e Volta Já e O Guia das Curiosas. É apresentadora e colunista da BandNews FM desde a sua inauguração.